# クラクション (曲)
「クラクション」は、immiの楽曲。本人が作詞・作曲とも手掛けた。2008年3月12日に彼女の2枚目のシングルとしてGrand Traxより配信限定リリースされた。

## 概要
シングルとして前作『コズミックピンク』から3か月ぶりのリリースとなる。前作同様、二杉昌夫がサウンドプロデュースを担当しているが、今回は初めてアーティスト名「N.A.i.D」としてクレジットされている。
表題曲の「クラクション」はミュージックビデオが制作され、2008年4月30日に日本のiTunes Storeで配信開始された。ミュージックビデオは東京・渋谷で撮影され、パリ出身のヴィジュアル・アーティスト、Ai-Hzが監督を担当している。
3曲目の「Lovesong」は、イギリスのロックバンド、ザ・キュアーのカバー。
本作はiTunesダンスチャートで4位を記録した。
本作に収録曲3曲は本人のファースト・アルバム『Switch』に収録されたもので、「クラクション」は原曲と「Klaxon (Album ver.)」というタイトルでリアレンジされたバージョン2曲収録され、「Girlfriend?」はkNY（MGK）によるラップ・フィーチャリングが収録されている。

## シングル収録内容
| 全作詞・作曲: immi（3曲目を除く）、全編曲: N.A.i.D。 |                  |                     |                     |      |
| #                                                    | タイトル         | 作詞                | 作曲・編曲          | 時間 |
| 1.                                                   | 「クラクション」 | immi（3曲目を除く） | immi（3曲目を除く） | 5:06 |
| 2.                                                   | 「Girlfriend ?」 | immi（3曲目を除く） | immi（3曲目を除く） | 3:14 |
| 3.                                                   | 「Lovesong」     | immi（3曲目を除く） | immi（3曲目を除く） | 4:19 |
| 合計時間:                                            | 合計時間:        | 12:39               |                     |      |